# Neaera adunata
Neaera adunata là một loài ruồi trong họ Tachinidae.